# Taunusturm
La Taunusturm (ou Hochhaus Kaiserkarree) est un gratte-ciel dans la ville de Francfort-sur-le-Main. Il se trouve dans le quartier d'affaires de Bankenviertel. Il a été achevé fin 2014.
Le toit atteint 170 m. Le gratte-ciel comptera 40 étages pour une surface totale de 85 750 m2 de bureaux et appartements.